# Somatolophia
Somatolophia is een geslacht van vlinders van de familie spanners (Geometridae), uit de onderfamilie Ennominae.

## Soorten
- S. cediopasa Dyar, 1918
- S. cuyama Comstock, 1940
- S. desolata Rindge, 1980
- S. ectrapelaria Grossbeck, 1908
- S. haydenata Packard, 1876
- S. incana Rindge, 1980
- S. monotonaria Dyar, 1920
- S. montana Rindge, 1980
- S. obliterata Barnes & McDunnough, 1917
- S. pallescens McDunnough, 1940
- S. petila Rindge, 1980
- S. simplicius Barnes & McDunnough, 1918
- S. sinaloa Rindge, 1980
- S. vatia Rindge, 1980